# Carlo Petra di Caccuri
Carlo Petra di Caccuri (Napoli, 24 gennaio 1883 – 1967) è stato un generale italiano del Regio Esercito durante la seconda guerra mondiale.
Ricordato anche per i titoli di patrizio napoletano, duca di Caccuri, marchese di Montorio, barone di Gambatesa, Macchia e Venafro.

## Biografia
Dopo aver compiuto gli studi classici nella sua città seguì i corsi della R. Accademia Militare di Torino dal 1900 al 1905, uscendone sottotenente di Artiglieria.
Capitano nel 1914 e Maggiore nel 1917, prese parte alla Grande Guerra, disimpegnandosi in zona di operazioni con grandi riconoscimenti.
Promosso nel 1926 Tenente Colonnello e Colonnello nel 1932, fu Comandante del Distretto Militare di Siena e successivamente del 3º Reggimento Artiglieria di Corpo d'Armata di Trieste.
Promosso nel 1938 Generale di Brigata, comandò l'artiglieria del XIII° Corpo d'Armata (Cagliari) e quindi, interinalmente, la 31ª Divisione di Fanteria Calabria a Sassari dal 1939 sino al 1940.
Da Generale di Divisione, dopo un breve periodo a disposizione del Corpo d'Armata di Roma per incarichi speciali, ritornò nel 1941 in Sardegna, destinato alla Difesa Territoriale di Cagliari, rimanendovi sino al 1944 e vivendo la distruzione della città per i bombardamenti americani e la grande difficoltà della popolazione civile.